# Hoploscopa quadripuncta
Hoploscopa quadripuncta is een vlinder uit de familie van de grasmotten (Crambidae), uit de onderfamilie van de Hoploscopinae. De wetenschappelijke naam van deze soort is voor het eerst gepubliceerd in 1915 door Lionel Walter Rothschild.
De voorvleugellengte varieert bij het mannetje van 8,5 tot 10 millimeter en bij het vrouwtje is deze 10 millimeter.
De soort komt voor in Indonesië (Papoea en de Molukken) en Papoea-Nieuw-Guinea (Northern).